# Rhoptromyrmex transversinodis
Rhoptromyrmex transversinodis é uma espécie de formiga do gênero Rhoptromyrmex, pertencente à subfamília Myrmicinae.